# Fabrice Roger-Lacan
Fabrice Roger-Lacan (* 10. September 1966) ist ein französischer Drehbuchautor und Schriftsteller.

## Leben
Roger-Lacan begann nach Abschluss der Eliteschule École normale supérieure in Paris mit dem Schreiben von Drehbüchern für Film und Fernsehen. Cravate Club (deutsche Übersetzung: Der Krawattenklub) ist sein erstes Theaterstück und wurde am 6. Februar 2001 im Théâtre de la Gaité-Montparnasse in Paris uraufgeführt. Es brachte ihm eine Nominierung für den Prix Molière ein.
Roger-Lacan ist verheiratet und hat drei Kinder.

## Filmografie
Drehbuch, sofern nicht anders angegeben
- 1994: La Folie douce
- 1997: Qui va Pino va sano – Drehbuch und Regie
- 2000: La Bostella
- 2000: Les Frères Sœur
- 2000: Barnie et ses petites contrariétés
- 2001: L’Art (délicat) de la séduction
- 2002: Adolphe
- 2003: Le Bison (et sa voisine Dorine)
- 2007: L’Ile aux trésors
- 2008: Les Enfants de Timpelbach

## Theaterstücke
- Cravate Club (deutsche Übersetzung: Der Krawattenklub), Uraufführung: 6. Januar 2001[1]
- Irrésistible (deutsche Übersetzung: Unwiderstehlich), Uraufführung: 2007
- Chien-chien, Uraufführung: 2010
- Quelqu’un comme vous, Uraufführung: 2011
- La Porte à côté, Uraufführung: 2014